# Apelsinbalsamin
Apelsinbalsamin (Impatiens capensis) är en växtart i familjen balsaminväxter från Nordamerika. 